# Da capo (radioprogram)
För Åke Erikssons radioprogram under 1980-talet, se Da capo (Åke Eriksson).
Da capo är ett radioprogram i Sveriges Radio P4 med underrubriken Bland legender och refränger, där programledaren Anders Eldeman spelar i huvudsak svensk underhållningsmusik från perioden fram till och med 1950-talet.
Programmet, som startades 2000, för vidare programidén bakom Skivor från Vetlanda efter Lars-Göran Frisks bortgång, och bygger till stor del på dennes skivsamling av 78-varvare, vilken Eldeman numera äger. Skivor hämtas också från Sveriges Radios grammofonarkiv samt Eldemans egna samlingar.
Programmets signaturmelodi är Kärlekens rödaste rosor med Hilmer Borgeling och Willy Rooths orkester 1933. Avsignatur är sedan några år Goodnight sweetheart med Al Bowlly och Ray Nobles orkester 1931.
Det sista programmet sändes den 25 juni 2022. Repriser kommer att sändas med start 2 juli.